# بلیس (آیداهو)
بلیس(به انگلیسی: Bliss) شهری در شهرستان گودینگ ایالت آیداهو است که جمعیت آن در سرشماری سال ۲۰۱۰ میلادی ۳۱۸ نفر بوده است.